# Rio Calder
O rio Calder é um curso de água  localizado na região de West Yorkshire, Norte da Inglaterra. Atravessa as costas orientais dos montes Peninos e flui através das antigas aldeias e grandes e pequenas cidades da região, antes de alcançar o River Aire próximo a Castleford.
O vale do rio é geralmente conhecido como Calder Valley. O nome Calderdale geralmente se refere à grande urbana e rural do borough (centrado em Halifax) através da qual o rio flui. Os alcances mais baixos fluem através dos boroughs de Kirklees (com base em Huddersfield) e Wakefield. No entanto, o rio não flui através dos centros de Halifax e Huddersfield, onde estão os principais afluentes do Calder, Hebble Brook e o rio Colne, respectivamente. Os únicos centros das cidades grandes atravessados pelo Calder são Brighouse, Mirfield, Dewsbury e Wakefield.
O rio em si só é navegável em trechos curtos, mas estas seções são conectadas por "cortes" artificiais para formar a chamada Calder e Hebble Navigation, um canal que faz parte da rede de vias navegáveis da Inglaterra e País de Gales.

## Etimologia
O nome "Calder" é provavelmente oriundo do Common Brittonic, língua celta antiga falada na Grã-Bretanha, significando "água difícil ou violenta" (a palavra moderna para "difícil" em galês é "caled"),  ou possivelmente alguma outra língua celta, significando rio das pedras. Outra possível explicação é que ela seja uma corrupção de " Gauls' der"; "Gauls" sendo uma forma antiga de "Celts" (Celtas) e "der" significando "água". Ou seja, "Águas celtas". Isto é possível porque as charnecas e vales ásperos da parte alta de Calderdale permaneceram uma área Celta por pelo menos dois séculos após as planícies que a cercam tornarem-se dominadas pela cultura anglo-saxónica.[carece de fontes?] Esta história reflete-se no nome da vila de Walsden, que provavelmente é derivado de "Gales Dene", ou "Vale dos "Welsh"(estrangeiros)" em anglo-saxão. No entanto, existem vários rios na Grã-Bretanha nomeados Calder, que não têm necessariamente a mesma história.

## Geografia
O rio nasce há aproximadamente 400m acima do nível do mar em Heald Moor, noroeste de Todmorden, e cobre uma área de 957 km². Ele flui por uma distância de aproximadamente 45 milhas (72 km) através de Cornholme, Todmorden, EastwoodEastwood, Hebden Bridge, Mytholmroyd, Luddendenfoot, Sowerby Bridge,  Copley, Elland, Brighouse, Mirfield, Dewsbury, Horbury e Wakefield.
A bacia encontra-se nas rochas carboníferas de Millstone Grit, e é fortemente represada, com 39 reservatórios licenciados para o fornecimento de água. O rio junta-se ao Hebden Water na cidade de Hebden Bridge, e é ligado à cidade de Rochdale, Grande Manchester, sobre os Peninos, via o Rochdale Canal.
Em grande parte de sua extensão o Calder é canalizado e forma o Calder and Hebble Navigation. Também faz parte do Aire and Calder Navigation e, para leste de Castleford, funde-se com o rio Aire, para se juntar ao estuário de Humber e ao mar do Norte.

## História

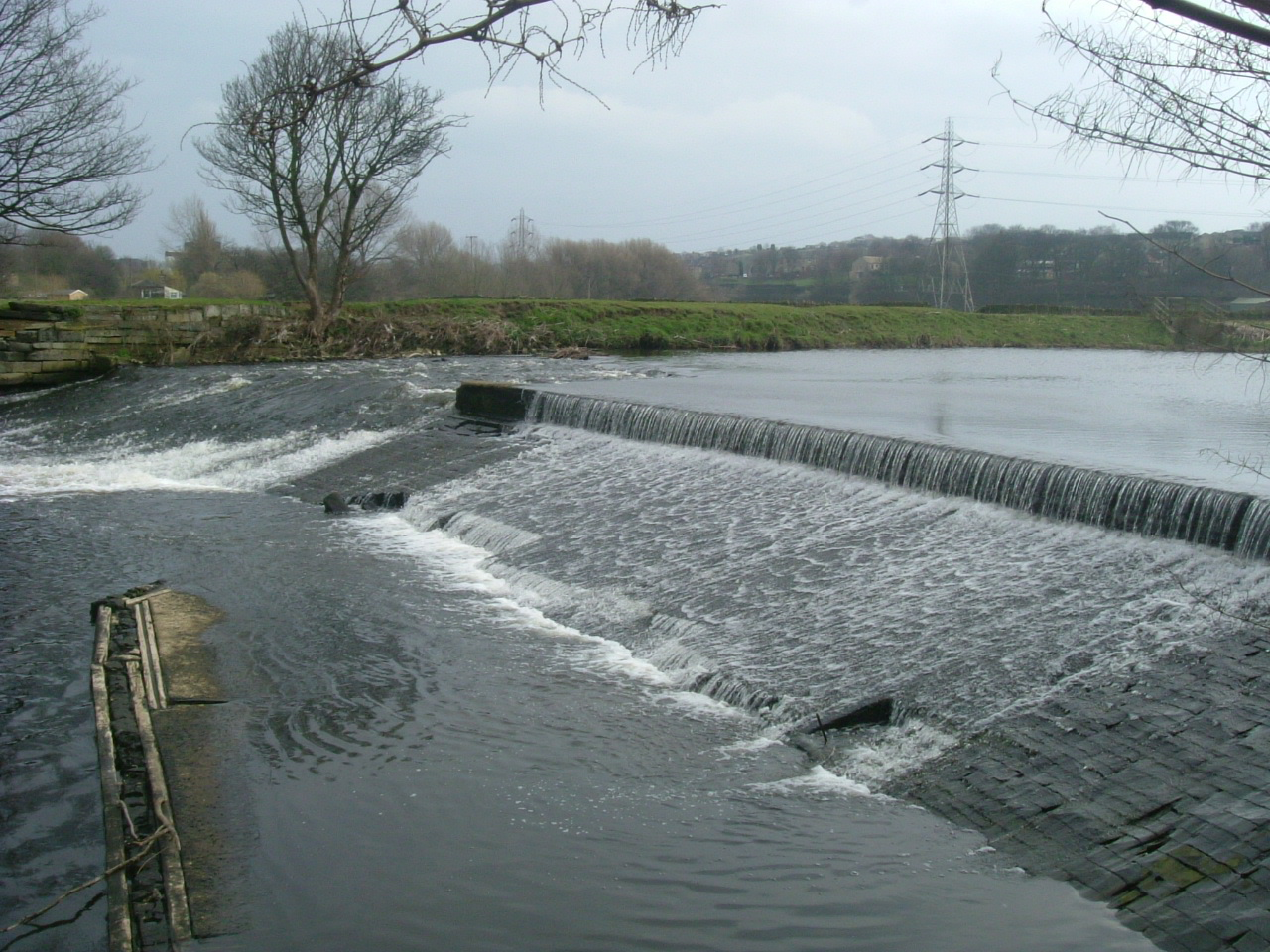
Exemplo de açude no rio

O rio foi peça chave para o sucesso das indústrias têxteis locais. Muitas fábricas foram construídas ao longo de suas margens, particularmente em Dewsbury e Wakefield, e também em comunidades menores como Hebden Bridge, Sowerby Bridge e Todmorden, bem como ao longo dos seus afluentes: o Hebble, em Halifax, e o Colne, em Huddersfield. As usinas de Upper Calder Valley, especializadas na tecelagem de algodão, com um pouco de fiação, enquanto que aquelas na parte inferior do vale especializadas em lã e materiais de qualidade inferior. Algumas destas estruturas ainda existem, embora a produção em grande escala de fios e têxteis tenha cessado.
O Calder forma um importante sistema de transporte de matérias-primas e produtos das usinas, particularmente antes do desenvolvimento de outras infra-estruturas, tais como rodovias e ferrovias ligando a região. Em muitos lugares, o rio não é navegável devido às barragens ou a profundidade rasa, e a passagem dos barcos é feita através da criação de cortes onde estes são capazes de entrar no sistema de navegação. Obras começaram a fazer o Calder navegável acima de Wakefield em 1758.

## Meio Ambiente

### Vida selvagem e peixes
Até o século XIX, o Calder foi o lar de um grande número de salmões mas a poluição das indústrias têxteis e químicas à morte da população da espécie em meados do século 19. O último registro de salmão pescado em Wakefield data de 1850. No entanto, há evidências de que eles estão voltando, com aparições no rio próximo a Castleford, em 2008. No entorno de Huddersfield, Mirfield e Wakefield são populares áreas de pesca de espécies como, pardelha-dos-Alpes, perca europeia, bagre, escalo, Vairão, lúcio, brema e salmo trutta. No entanto, as áreas acima de Dewsbury estão rapidamente se tornando mais limpas e mais adequadas para espécies como ciprinídeos como barbos, e para a pesca em geral.
Ao longo do rio ocorrem quatro sítios de interesse científico.
As recentes melhorias na redução da quantidade de poluição levaram ao retorno de animais da fauna nativa, como a lontra e o martim-pescador para trechos do rio. O martim-pescador é facilmente visualizado em todo o caminho acima e abaixo do curso do rio e são bastante numerosos em torno da área de Mirfield.

### Poluição
O rio tem sido fortemente poluído pela indústria têxtil e, mais recentemente, pela indústria química que funciona ao longo de suas margens.
Perto de sua fonte, em Heald Moor, a água é poluída pelos restos da atividade de mineração à céu aberto praticada do passado e por um aterro sanitário. Isso também levou a uma quantidade significativa de erosão do solo, com grandes deslizamentos de terra no rio e seus afluentes em 1947, 1982, 1991 e 2001.
Como o rio atinge Huddersfield, as tradicionais indústrias têxteis criaram uma quantidade considerável de poluição da água, principalmente através dos processos envolvidos na produção de corantes químicos e na lavagem da lã. O enorme crescimento da população ao longo dos últimos cem anos (atualmente mais de 800.000 pessoas vivem na bacia do rio) tem causado outros problemas em relação ao esgoto. Outra importante fonte de poluição, até recentemente, vinha de uma destilaria de alcatrão fora de uso em Mirfield .
Em meados da década de 50, o rio estava tão poluído por tinturaria na área entre Todmorden e Sowerby Bridge, que ocorreram diferentes cores opacas em suas águas dia a dia. Controles mais rígidos durante aquela década levaram a uma melhoria na qualidade da água e, atualmente, organizações como Calder Future estão trabalhando em colaboração com as indústrias locais e a empresa de águas de Yorkshire para promover uma utilização mais responsável do rio e para restabelecer a vida selvagem perdida ao longo da sua bancos.

## Defesa de enchentes e inundações
O Calder tem um histórico de inundações, principalmente devido aos altos lados de seus bancos em seus estágios iniciais, que causam rápido escoamento da água após as chuvas pesadas. Grande parte de sua área inferior foi urbanizada, portanto, prendendo água que flui dentro dos canais construídos. Fluxos rápidos de água provocam a deposição de sedimentos coletados a partir das margens, aumentando ainda mais a altura do rio.
Uma variedade de defesas contra inundações estão em operação ao longo do Vale do Calder para prevenir a recorrência de enchentes que devastaram comunidades no início deste século. Em Wakefield, por exemplo, o lago em Pugneys Country Park é usado como um estouro para o rio, a fim de proteger a cidade.
A área de margem em Wakefield, recentemente regenerada, é defendida por um dos sistemas de proteção contra as inundações mais sofisticados da Europa. Este complexo é formado por barreiras controladas por computador que estão alojadas abaixo do solo e sobem automaticamente quando uma ameaça de inundação é detectada.

## Usos de lazer do rio
O rio recebe uma variedade de atividades de desportos aquáticos:
- Um centro de canoagem em Sowerby Bridge
- Esqui aquático em Cromwell Bottom
- Esportes aquáticos e pesca em Pugneys Country Park
- a utilização de embarcações de recreio e barcos estreitos ao longo do trecho inferior do rio, onde a navegação é facilitada através dos canais construídos durante a Revolução Industrial
- Trechos de caminhada ao longo dos Peninos e de Calderdale
- Áreas de pesca com associações em Bradford, Mirfield, Thornhill e Wakefield. Alguns trechos são gratuitos e exigem apenas uma licença válida agência agencia ambiental